# Dirk Uwe Hansen

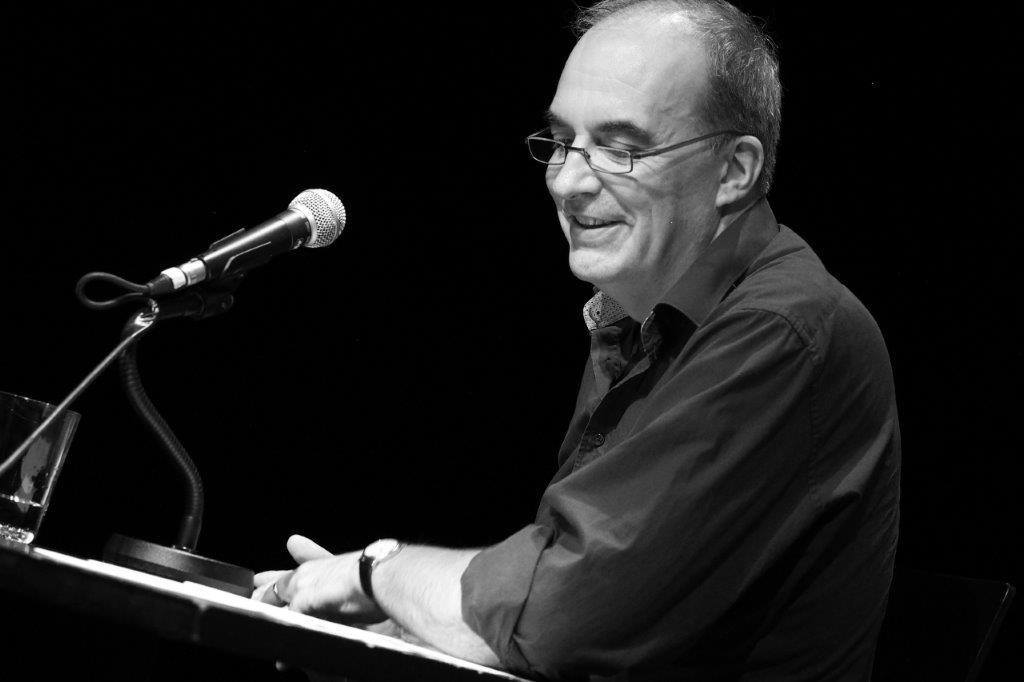
Hansen beim Finale des Lyrikpreises München 2017

Dirk Uwe Hansen (* 23. April 1963 in Eckernförde) ist ein deutscher Lyriker, Übersetzer und Altphilologe.

## Leben und Werk
Nach dem Abitur 1982 am Internatsgymnasium Schloss Plön und dem Zivildienst studierte Hansen Klassische Philologie in Hamburg und Köln. 1994 wurde er in Hamburg mit der von Klaus Alpers betreuten Arbeit Das attizistische Lexikon des Moeris. Quellenkritische Untersuchung und Edition promoviert. Seit 1995 ist er wissenschaftlicher Mitarbeiter an der Universität Greifswald.
Für den Anton Hiersemann Verlag besorgte Hansen von 2011 bis 2021 die Neuübersetzung der Griechischen Anthologie in fünf Bänden. Von 2016 bis 2024 gab er außerdem bei Reinecke & Voß die Reihe edition metáfrasi. Neugriechische Poesie in deutscher Übersetzung heraus, die er seit September 2024 als nichtkommerzielles Projekt im Internet fortführt. Daneben trat Hansen auch als Herausgeber von Gedichtanthologien zu den historischen Dichterinnen Sappho (2014) und Sybilla Schwarz (2021) in Erscheinung.
Seit 2011 veröffentlicht Hansen Gedichte in eigenständigen Publikationen. Sein Gedichtband wolkenformate erschien 2016 im Frankfurter Gutleut Verlag. Hier folgten weitere Publikationen, so eröffnete sonne geschlossener wimpern mond im Frühjahr 2018 die Reihe „licht“. Die vier seit 2016 im Gutleut Verlag erschienenen Gedichtbände wurden zum Verlagsjubiläum 2022 zu in einer Sonderausgabe unter dem Titel 202 Gedichte zusammengefasst. Hansen wird gemeinsam mit Matthias Friedrich, Berit Glanz, Tobias Reußwig, Christoph Georg Rohrbach und Slata Roschal zu den Autorinnen und Autoren der sogenannten „Greifswalder Schule“ gezählt.
In einer Sendereihe des rbbKultur lieferten Hansen und die Altphilologin Gyburg Uhlmann Erläuterung zur Ilias, die ebenso im Jahr 2023 als Hörtext einer Neuübersetzung ausgestrahlt wurde.

## Werke

### Gedichtbände
- sirenenecho. Gedichte, Gutleut Verlag, Frankfurt a. M. 2022, ISBN 978-3-948107-35-2.
- Dirk Uwe Hansen: aussichtsplattform. Gedichte, Michael Wagener: welten.9 und darsolarpolar. Gutleut Verlag, Frankfurt a. M. 2019, ISBN 978-3-948107-13-0.
- sonne geschlossener wimpern mond. Gedichte. Gutleut Verlag, Frankfurt a. M. 2018, ISBN 978-3-936826-99-9.
- wolkenformate. Gedichte. Gutleut Verlag, Frankfurt a. M. 2016, ISBN 978-3-936826-84-5.
- zwischen unge/sehnen orten. Gedichte. Silbendekunst, Köln 2013.
- Sirenen. Gedichte. Degener, Potsdam 2011 (= Grillenfänger 24).

### Übersetzungen und Herausgeberschaften (Auswahl)
Deutschsprachige Anthologien
- ... und bey den Liechten Sternen stehen. Gedichte zu Sibylla Schwarz’ 400. Geburtstag, hrsg. von Berit Glanz und Dirk Uwe Hansen. Reinecke & Voß, Leipzig 2021, ISBN 978-3-942901-46-8.
- Muse, die zehnte. Antworten auf Sappho von Mytilene. Hrsg. von Michael Gratz und Dirk Uwe Hansen. freiraum-Verlag, Greifswald 2014, ISBN 978-3-943672-50-3.

Aus dem Neugriechischen
- Απόκοπος του Μπεργαδή. Bergadis Apokopos. Übersetzt von Dirk Uwe Hansen. Reinecke & Voß, Leipzig 2023, ISBN 978-3-942901-47-5.
- Η Βοσκοπούλα. Die Schäferin. Übersetzt von Dirk Uwe Hansen. Reinecke & Voß, Leipzig 2022, ISBN 978-3-942901-48-2.
- Anna Griva, Trau den Wörtern nicht. Sieh hin. Gedichte, übersetzt von Dirk Uwe Hansen und Jorgos Kartakis. Reinecke & Voß, Leipzig 2019, ISBN 978-3-942901-34-5.
- Wo man spazieren gehen kann und es Orangenbäume gibt. Neue Lyrik aus Griechenland, ausgew. und übers. von Jorgos Kartakis und Dirk Uwe Hansen. Reinecke & Voß, Leipzig 2018, ISBN 978-3-942901-32-1.
- Katerina Angelaki-Rooke, Die Engel sind die Huren des Himmelreichs. Gedichte, übersetzt von Dirk Uwe Hansen und Jorgos Kartakis. Reinecke & Voß, Leipzig 2017, ISBN  978-3-942901-25-3.
- Phoebe Giannisi, Homerika. Gedichte, übersetzt von Dirk Uwe Hansen. Reinecke & Voß, Leipzig 2016, ISBN 978-3-942901-17-8.

Aus dem Altgriechischen
- Anthologia Graeca V: Bücher 15 und 16 (= Bibliothek der griechischen Literatur. Band 93). Anton Hiersemann, Stuttgart 2021, ISBN  978-3-7772-2123-6.
- Anthologia Graeca IV: Bücher 11 bis 14 (= Bibliothek der griechischen Literatur. Band 89). Anton Hiersemann, Stuttgart 2019, ISBN 978-3-7772-1920-2.
- Anthologia Graeca III: Bücher 9 und 10 (= Bibliothek der griechischen Literatur. Band 79). Anton Hiersemann, Stuttgart 2016, ISBN 978-3-7772-1611-9.
- Anthologia Graeca II: Bücher 6 bis 8 (= Bibliothek der griechischen Literatur. Band 76). Anton Hiersemann, Stuttgart 2014, ISBN 978-3-7772-1408-5.
- Sappho – Scherben – Skizzen. Übersetzungen und Nachdichtungen. Degener, Potsdam 2012.
- Anthologia Graeca I: Bücher 1 bis 5 (= Bibliothek der griechischen Literatur. Band 72). Anton Hiersemann, Stuttgart 2011, ISBN 978-3-7772-1117-6.
- Lukian, Der Tod des Peregrinos. Herausgegeben von Manuel Baumbach, Jens Gerlach, Dirk Uwe Hansen und Peter Pilhofer (= SAPERE. Band 9). Wissenschaftliche Buchgesellschaft, Darmstadt 2005.
- Theognis, Mimnermos, Phokylides. Frühe griechische Elegien. Übersetzt und kommentiert von Dirk Uwe Hansen. Wissenschaftliche Buchgesellschaft, Darmstadt 2005.
- Das attizistische Lexikon des Moeris. Quellenkritische Untersuchung und Edition. Herausgegeben von Dirk U. Hansen (= Sammlung griechischer und lateinischer Grammatiker. Band 9). De Gruyter, Berlin/New York 1998.